# Hochstadt am Main
Hochstadt am Main település Németországban, azon belül Bajorországban. Lakosainak száma 1625 fő (2023. december 31.).

## Népesség
A település népessége az elmúlt években az alábbi módon változott:
| Lakosok száma | 325  | 1095 | 1161 | 1679 | 1661 | 1672 | 1645 | 1632 | 1625 | 1625 |
|               | 1875 | 1950 | 1975 | 1987 | 2012 | 2014 | 2016 | 2017 | 2021 | 2023 |

## Részei
- Hochstadt am Main
- Anger
- Burgstall
- Gruben
- Obersdorf
- Reuth
- Thelitz
- Wolfsloch